# Vernix caseosa

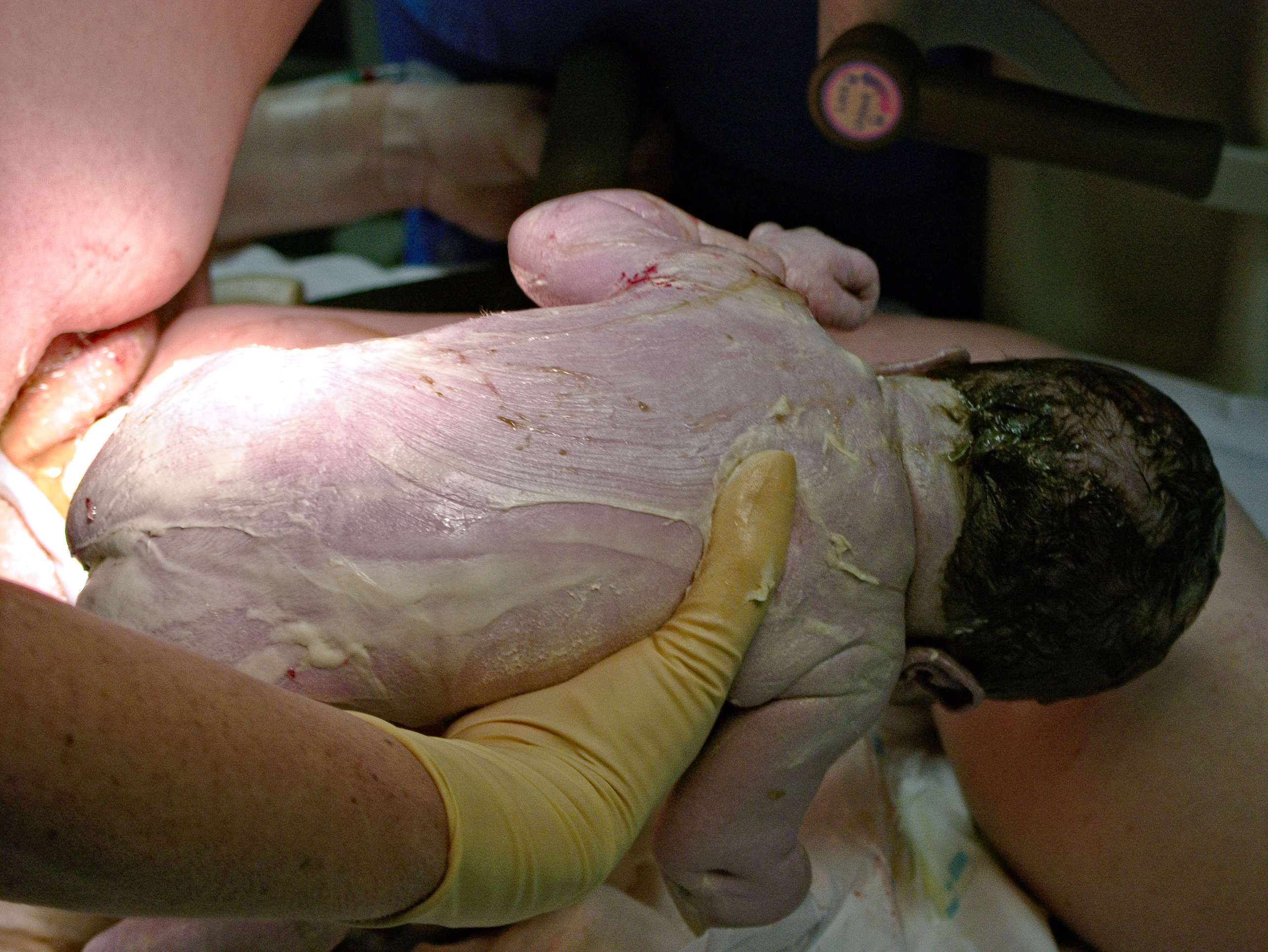
Un neonato fotografato subito dopo la nascita, si può vedere come esso sia coperto dalla vernix caseosa.

La vernix caseosa, spesso indicata anche come vernice caseosa, è una sostanza bianca e cerosa che ricopre la pelle dei neonati fino a poche ore dopo la nascita. Prodotta da cellule appositamente dedicate, si ritiene che questa sostanza svolga un ruolo protettivo durante lo sviluppo del feto e per poche ore dopo la nascita del bambino.

## Etimologia
In latino, vernix significa "vernice", mentre la parola "caseosa", che fa parte anche del vocabolario italiano, si riferisce all'aspetto della sostanza, e indica una cosa "che ha aspetto e consistenza di cacio o di latte cagliato".

## Sviluppo in utero
La vernice caseosa viene prodotta durante una specifica fase dello sviluppo dell'epidermide. Attorno alla ventunesima settimana di gestazione, le cellule del periderma vengono sostituite da quelle dello strato corneo e, mescolandosi con delle secrezioni di sebo, vanno a formare la vernice, che finisce gradualmente per ricoprire interamente il corpo del nascituro, con un processo che termina generalmente verso l'inizio del terzo trimestre di gravidanza, e che, secondo alcuni studi, sembra agevoli la formazione dello strato corneo stesso.
Abbastanza presto, parte delle vernice viene emulsionata da una sempre maggior concentrazione di surfattanti polmonari e si secca, per essere poi consumata dallo stesso feto; un processo che corrisponde anche a un aumento della torbidità del liquido amniotico.

## Caratteristiche

### Composizione
La composizione della vernice caseosa è piuttosto variabile ma la sostanza è comunque principalmente composta da sebo e da cellule che si staccano dalla pelle del feto e dai peli che compongono il lanugo. Chimicamente, la vernice è composta all'80% da acqua, mentre il restante 20% è composto in uguale quantità da lipidi e proteine. Diversi studi effettuati sulla vernice hanno mostrato che i lipidi includono in particolare ceramidi, colesterolo, acidi grassi, trigliceridi, esteri cerosi e sterolici, squalene e fosfolipidi, e che sia gli esteri che lo squalene sono presenti in minor quantità nei neonati che nascono prematuramente. Contrariamente alla composizione lipidica, quella proteica è invece stata ancora poco studiata.

### Morfologia

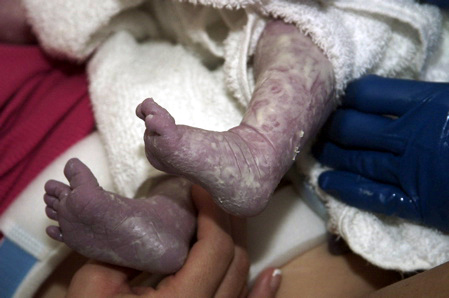
Vernice caseosa sulle gambe di un neonato

Gli esatti meccanismi biologici alla base della formazione della vernice caseosa sono noti solo in maniera approssimativa, tuttavia si sa che essa è composta da corneociti mobili incorporati in una matrice amorfa lipidica, con filamenti di cheratina che costituiscono una struttura a impalcatura che funge da area di contenimento per l'acqua. Le cellule che compongono la vernice caseosa sono di forma poligonale od ovoidale, prive di nucleo, anche se frequentemente si osserva la presenza di una zona più chiara, e con uno spessore che generalmente è pari a 1-2 µm. Contrariamente a quelli che compongono lo strato corneo, i corneociti della vernice caseosa sono privi di desmosoma e lo strato lipidico è molto più disordinato.

### Proprietà fisiche
La vernice caseosa è una sostanza bianca di consistenza cremosa in cui l'acqua, non uniformemente distribuita, è presente quasi esclusivamente nella struttura spugnosa formata dai corneociti. Nonostante l'alto contenuto d'acqua, la vernice è una sostanza non-polare e più permeabile al vapore rispetto allo strato corneo.

## Funzioni

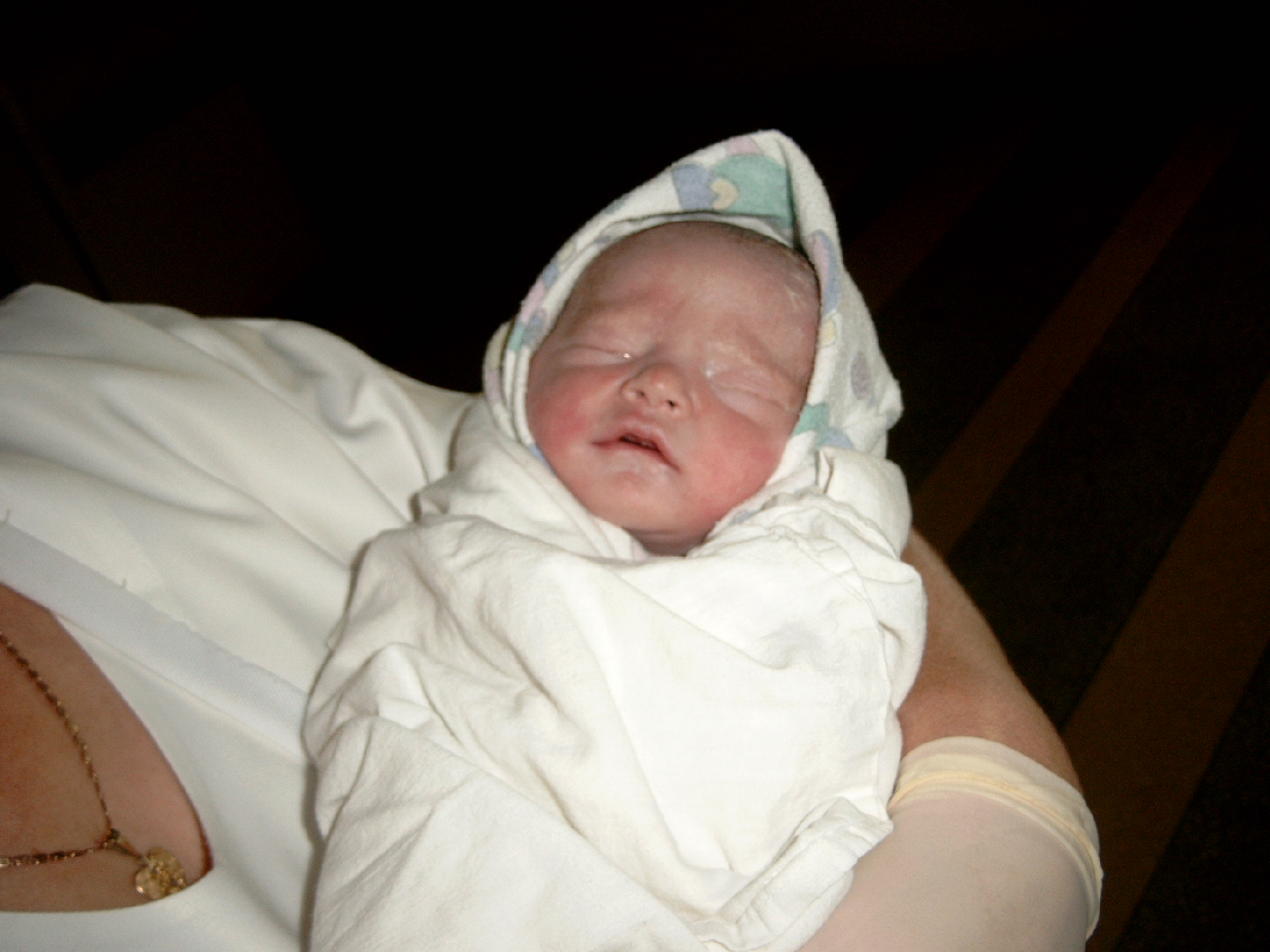
Vernice caseosa sulla faccia di un neonato

La vernice caseosa è presente in tutti i neonati maturi, con una copertura del corpo del bambino che varia a seconda dei soggetti, mentre i neonati molto prematuri e postmaturi (ossia nati dopo la 42ª settimana di gravidanza) ne sono generalmente privi.
È stato osservato che la vernice caseosa svolge diversi compiti:
- Impermeabilizzazione della pelle durante la gestazione e quindi difesa della stessa dalla macerazione da parte del liquido amniotico;
- Lubrificazione della pelle del nascituro, con un conseguente facilitazione del suo passaggio attraverso il canale vaginale;
- Prevenzione da infezioni; in primo luogo in qualità di barriera meccanica, e secondariamente grazie alla presenza di lisozima, lattoferrina e altre componenti antimicrobiche nello strato peptidico;
- Umidificazione dello strato corneo durante la gestazione e il controllo della sua asciugatura nella fase post-partum;
- Termoregolazione del neonato nella fase post-partum;
- Agevolazione della guarigione di ferite epidermiche;
- Sviluppo dell'intestino, dopo il suo consumo intra-uterino da parte del feto.

In virtù delle diverse funzioni svolte dalla vernice nella fase post-partum, la sua rimozione immediatamente dopo il parto deve essere solo parziale e deve avvenire solo gradualmente nelle ore seguenti nel corso del primo bagno del neonato; eventuali residui possono essere delicatamente rimossi con oli vegetali onde evitare che i lipidi, irrancidendo, possano provocare un danno alla cute. Per agevolare quei neonati che ne nascono privi, sia che essi siano ampiamente prematuri sia che siano postmaturi, sono stati messi in atto diversi esperimenti per la produzione di vernice caseosa artificiale.
L'isolamento elettrico del feto fornitogli dalla vernice può anche ostacolare un'accurata misura del battito cardiaco del feto durante l'elettrocardiogramma fetale.

## Utilizzi medici
La vernice caseosa può essere un'ottima fonte di analisi da cui ricavare l'esposizione alla cocaina delle gestanti, sono inoltre state avanzate diverse ipotesi circa l'utilizzo dell'analisi della vernice caseosa per diagnosticare una rottura uterina e un'embolia amniotica.

### Disturbi
Elevati volumi di vernice caseosa possono causare una sindrome da aspirazione neonatale simile a quella dovuta all'aspirazione del meconio, inoltre, sono stati osservati casi di granulomi, fino a pochi anni fa scambiati per neoplasie, e peritoniti dovuti all'infiltrazione di vernice caseosa nella cavità peritoneale della partoriente in occasione di parti avvenuti con taglio cesareo.

## Altre specie animali
Sebbene in passato si pensasse che la vernice caseosa fosse una caratteristica solamente dello sviluppo fetale umano, nel 2018 è stato pubblicato uno studio in cui si descrive la scoperta di un materiale simile sulla pelle dei cuccioli di otaria della California.